# FNC Entertainment
Az FNC Entertainment dél-koreai tehetségkutató ügynökség és lemezkiadó, az F.T. Island és a CN Blue együttesek ügynöksége. 2006-ban jött létre. Az FNC jelentése „fish and cake”. Eladás tekintetében a harmadik legnagyobb piac volt az övék 2012-ben, az S.M. Entertainment és a YG Entertainment után. Az ügynökség színészek menedzselésével is foglalkozik.

## Története
FNC Music néven alapította Han Szongho (Han Seong-ho) 2006-ban, az FNC Entertainment nevet 2012-ben vette fel. Han elkötelezett rajongója a rockzenének, maga is rockegyüttesben játszott. Úgy vélte, a K-pop közepette lehetséges rockzenével is sikeressé válni Dél-Koreában. Első együttesük az F.T. Island volt 2007-ben.
2014-ben a vállalat a KOSDAQ tőzsdére is felkerül, valamit leányvállalatot nyit Kínában FNC China néven.

## Előadók és színészek
Előadók
- F.T. Island
- CN Blue
- AOA
- Juniel
- N.Flying

Színészek
- Csong Hein (정해인, Jeong Hae-in)
- Csong Jonghva (정용화, Jeong Yong-hwa) (CN Blue)
- Cshö Minhvan (최민환, Choi Min-hwan) (F.T. Island)
- Cshö Dzsonghun (최종훈, Choi Jong-hun)  (F.T. Island)
- I Donggon (이동건, Lee Dong-geon)
- I Dzsedzsin (이재진, Lee Jae-Jin) (F.T. Island)
- I Dzsonghjon (이종현, Lee Jong-hyeon) (CN Blue)
- I Dzsongsin (이정신, Lee Jeong-shin) (CN Blue)
- I Honggi (이홍기, Lee Hong-gi) (F.T. Island)
- Kang Minhjok (강민혁, Kang Min-hyeok) (CN Blue)
- Kvang Dongjon (곽동연, Kwang Dong-yeon)
- Pak Kvang-hjon (박광현, Park Gwang-hyeon)
- Szong Hjok (성혁, Song Hyeok)
- Szong Szunghjon (송승현, Song Seung-hyeon) (F.T. Island)

Színésznők
- Csha Szumin (차수민, Cha Su-min)
- I Dahje (이다혜, Lee Da-hye)
- I Hanna (이한나, Lee Han-na)
- Jun Dzsinszo (윤진서, Yoon Jin-seo)
- Kim Szolhjon (김설현, Kim Seol-hyeon)
- Kvon Mina (권민아, Kwon Min-a) (AOA)
- Pak Cshoa (박초아, Park Cho-a) (AOA)
- Pak Koun (박고운, Park Go-eun)
- Sin Hjedzsong (신혜정, Shin Hye-jeong) (AOA)
- Szo Juna (서유나, Seo Yu-na) (AOA)
- Szong Uni (송은이, Song Eun-yi)

Komikusok, műsorvezetők
- Ju Dzseszok (Yoo Jae-suk)[4]
- Csong Hjongdon (Jeong Hyeong-don)
- I Gukcsu (Lee Guk-joo)
- Szong Uni (Song Eun-yi)
- No Hongcshol (Noh Hong-chul)
- Kim Jongman (Kim Yong-man)